# 湖北省汉江中级人民法院
湖北省汉江中级人民法院是中华人民共和国湖北省的一所中级人民法院，直接隶属于湖北省高级人民法院管理，办公地点设在仙桃市。辖区范围为地处江汉平原的天门、潜江、仙桃三个省直管市，辖区面积7200余平方公里。

## 沿革
1999年10月18日，经报请最高人民法院同意，中央机构编制委员会批准，设立湖北省汉江中级人民法院，直接隶属于湖北省高级人民法院管理，受省人大监督，办公地点设在仙桃市。现辖区范围为天门、潜江、仙桃三个省直管市，辖区面积7200余平方公里。

## 机构设置
汉江中院现内设九个审判业务部门和七个综合部门：
刑事审判第一庭、刑事审判第二庭、民事审判第一庭、民事审判第二庭、立案庭、审判监督庭、行政审判庭、国家赔偿委员会办公室、执行局（庭）；
政治部、办公室、审判管理办公室、监察室、机关党委、司法鉴定室、法警支队。

## 历任领导
| 院长 副院长 | 党组书记 |

## 知名案例
- 江汉石油钻头股份有限公司诉天津立林钻头有限公司、幸发芬侵犯商业秘密纠纷案[1]
- 原中共中央委员、国务院国有资产监督管理委员会主任蒋洁敏受贿、巨额财产来源不明案

## 对应基层人民法院
- 湖北省天门市人民法院[2]
- 湖北省潜江市人民法院[3]
- 湖北省仙桃市人民法院[4]